# Сейнав
Сейнав — гора в Олюторском районе Камчатского края. Высота 1183 м. Входит в Ветвейский хребет. Расположена в междуречье Ветвей и Вывенки.
«Каменные березняки горы Сейнав» — комплексный (ландшафтный) памятник природы Камчатки, площадью 870 га, предусмотренный перечнем предлагаемых к организации особо охраняемых природных территорий Камчатского края регионального значения, согласно подготовленной в феврале 2014 года Минприроды Камчатского края схеме развития ООПТ. К дополнительной охране предлагаются, в частности участки каменноберезовых лесов на северной границе распространения. Место обитания астрокодон распростёртолепестныш Astrocodon expansus. 
Вблизи расположен Сейнав-Гальмоэнанского платиноносный узел, с 1994 года — место промышленного освоения рассыпной платины мирового значения.